# Getto w Antonówce
Getto w Antonówce – getto dla ludności żydowskiej zorganizowane przez okupacyjne władze hitlerowskie w czasach II wojny światowej we wsi Antonówka na Wołyniu.
Od początku okupacji niemieckiej w 1941 roku Żydzi zostali poddani różnym represjom – nakazano im nosić opaski z Gwiazdą Dawida, oznaczyć swoje domy sześciokątną gwiazdą, zmuszano ich do nieodpłatnego wykonywania ciężkich prac. Nie mogli opuszczać wsi, byli bici i okradani przez policjantów ukraińskich z miejscowego posterunku. Zabroniono im kupowania żywności od nie-Żydów.
Getto powstało jesienią 1941 roku i przetrwało 10 miesięcy. W końcu sierpnia 1942 r. SD z Równego z udziałem niemieckiej żandarmerii i ukraińskiej policji pognało wszystkich Żydów z Antonówki w liczbie około 500 w miejsce położone około 6 km od Kostopola i rozstrzelało w dwóch dołach wspólnie z Żydami z Kostopola i Małego Siedliszcza.
W latach 90. XX wieku w miejscu egzekucji postawiono pomnik.